# Бакстер (округ)
Ба́кстер (англ. Baxter County) — округ, расположенный в штате Арканзас, США с населением в 41 307 человек по статистическим данным 2007 года. Столица округа находится в городе Маунтин-Хом.
Округ Бакстер находится в северной части штата Арканзас на границе со штатом Миссури и зачастую называется «округом двух озёр», поскольку расположен между двумя крупнейшими озёрами штата: озером Норфолк и озером Булл-Шоалз.
Столица округа, город Маунтин-Хом, занимает второе место по версии журнала охотников и рыболовов Field and Stream в списке наилучших городов США для рыбаков, отчасти поэтому округ Бакстер в настоящее время известен прежде всего как достойное место для проживания пенсионеров, а также в качестве зоны отдыха для проведения местных отпусков. Расположенное в округе площадка для гольфа «Биг-Крик» получила пять звёзд от специализированного журнала «Гольф-Даджейст» и входит в десятку лучших площадок мира для игры в гольф.
Округ Бакстер был образован 24 марта 1873 года, став 66-м по счёту округом и был назван в честь Элиша Бакстера, десятого губернатора штата Арканзас. По данным переписи населения 2000 года в округе проживало 38 386 человек, к июлю 2007 года численность населения округа увеличилось почти на 8 %.

## География
По данным Бюро переписи населения США округ Бакстер имеет общую площадь в 1520 квадратных километров, из которых 1435 кв. километров занимает земля и 83 кв. километров — вода. Площадь водных ресурсов округа составляет 5,52 % от всей его площади.

### Соседние округа
- Озарк (Миссури) — север
- Фултон — восток
- Изард — юго-восток
- Стон — юг
- Серси — юго-запад
- Марион — запад

## Демография

Статистика распределения населения округа по возрастам, данные переписи 2000 года

По данным переписи населения 2000 года в округе Бакстер проживало 41 307 человек, 11 799 семей, насчитывалось 17 052 домашних хозяйств и 19 891 жилых домов. Средняя плотность населения составляла 27 человек на один квадратный километр. Расовый состав округа по данным переписи распределился следующим образом: 97,81 % белых, 0,11 % чёрных или афроамериканцев, 0,52 % коренных американцев, 0,34 % азиатов, 0,02 % выходцев с тихоокеанских островов, 0,97 % смешанных рас, 0,22 % — других народностей. Испано- и латиноамериканцы составили 1,00 % от всех жителей округа.
Из 17 052 домашних хозяйств в 22,00 % — воспитывали детей в возрасте до 18 лет, 59,00 % представляли собой совместно проживающие супружеские пары, в 7,70 % семей женщины проживали без мужей, 30,80 % не имели семей. 27,50 % от общего числа семей на момент переписи жили самостоятельно, при этом 15,10 % составили одинокие пожилые люди в возрасте 65 лет и старше. Средний размер домашнего хозяйства составил 2,21 человек, а средний размер семьи — 2,65 человек.
Население округа по возрастному диапазону по данным переписи 2000 года распределилось следующим образом: 19,00 % — жители младше 18 лет, 5,80 % — между 18 и 24 годами, 21,10 % — от 25 до 44 лет, 27,40 % — от 45 до 64 лет и 26,80 % — в возрасте 65 лет и старше. Средний возраст жителей округа составил 48 лет. На каждые 100 женщин в округе приходилось 92,30 мужчин, при этом на каждых сто женщин 18 лет и старше приходилось 89,10 мужчин также старше 18 лет.
Средний доход на одно домашнее хозяйство в округе составил 29 106 долларов США, а средний доход на одну семью в округе — 34 578 долларов. При этом мужчины имели средний доход в 25 976 долларов США в год против 18 923 долларов США среднегодового дохода у женщин. Доход на душу населения в округе составил 16 859 долларов США в год. 7,90 % от всего числа семей в округе и 11,10 % от всей численности населения находилось на момент переписи населения за чертой бедности, при этом 14,70 % из них были моложе 18 лет и 8,90 % — в возрасте 65 лет и старше.

## Главные автодороги
- US 62/US 412
- US 62
- HA 5
- HA 14

## Населённые пункты
- Биг-Флэт
- Брайрклифф
- Коттер
- Гассвилл
- Лейквью
- Маунтин-Хом
- Норфорк
- Сейлсвилл

## Известные люди, связанные с округом

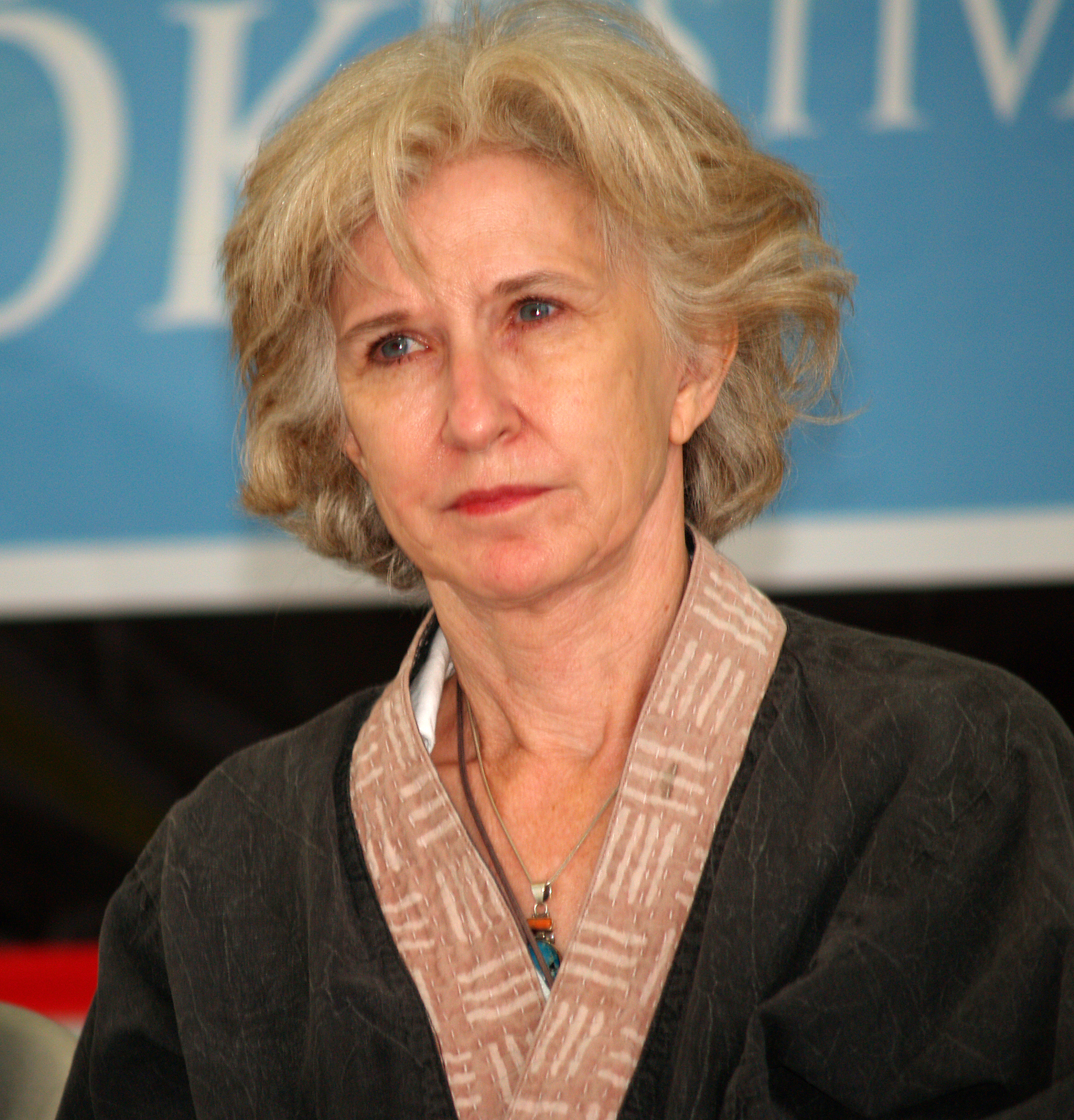
Кэролин Райт — американская поэтесса

- Энтрим, Ричарс — контр-адмирал, ветеран Второй мировой войны. Награждён Медалью Почёта США;
- Уэс Бентли — киноактёр;
- Лонни Д. Бентли — профессор факультета компьютерного управления и информационных технологий Университета Пердью;
- Робби Бранскум (1937—1997) — автор книг для детей и писатель-фантаст;
- Ричард Кнаак — американский писатель-фантаст;
- Рой Стоун — генерал Гражданской войны в США;
- Кэролин Райт — американская поэтесса.